# Sabellastarte arctica
Sabellastarte arctica eller Branchiomma arcticum är en ringmaskart som beskrevs av E. Ditlevsen 1937. Enligt Catalogue of Life ingår Sabellastarte arctica i släktet Sabellastarte, och familjen Sabellidae, men enligt Dyntaxa är tillhörigheten istället släktet Branchiomma, och familjen Sabellariidae. 
Arten har ej påträffats i Sverige. Inga underarter finns listade.